# 物部麻奇牟
物部麻奇牟（もののべ の まかむ）は、6世紀中頃（朝鮮の三国時代/日本の古墳時代後期）の倭系百済官僚。物部莫奇武連とも記され、百済人でありながら連の姓を有したことがわかる。官位は施徳（百済の官位十六品の第8位）、のち東方領。

## 概要
『日本書紀』欽明4年9月条によれば、543年に聖明王によって倭に遣わされ、扶南の財物を献上したという。
『日本書紀』欽明15年12月条によれば、554年に、新羅が海の北の弥移居（屯倉＝直轄領）を滅ぼそうとしたため、聖明王は12月9日に麻奇牟を派遣して、函山城を攻めて、倭の有至臣（ウチツオミ）と共に占領したという。
鄭僑源は、「今日に於ては、内鮮人間の氏名などが、著しく相違するので、まるで血族的交渉がない様に見えるが、決して左にあらず。中古以前は姓名も両者殆んど同一であったのである。例へば蘇我馬子が日本最初の寺院として建立した法興寺の工事のために百済から呼んだ工匠、即ち太良未太、文賈古子の姓名の如き、又瓦工の麻奈文奴とか聖明王時代日本に使せる紀臣奈率弥麻沙、物部施徳麻奇牟、河内部阿斯比多の如き、又百済滅亡の時の将軍鬼室福信の如き、何れも今の朝鮮式の姓名とは凡て異り、むしろ日本的であるといふことができるのである」と述べている。

## 出自
物部用歌多、物部哥非、物部烏と共に、物部伊勢父根の子であるとする説が存在する。
『勿部将軍功徳記』に登場する百済の勿部珣を「物部珣」とし、物部氏の末裔とする説が有力である（倭の物部氏の末裔とも、倭系百済官僚の末裔とも）。

## 考証
当時の全羅道への百済の領土拡大政策の進展と、倭国への直接的な救兵が必ずしも順調でなかった情況を考えれば、倭系豪族の全羅道への配置（加耶からの入植を含む）と、百済の軍事・行政体制への彼らの編入（方 - 郡 - 城（県）体制における方領 - 郡令 - 城主への任命、「東方領」物部莫奇武連はその典型）はセットで構想されていたと考えられる。